# Crinodes mulleri
Crinodes mulleri är en fjärilsart som beskrevs av Max Wilhelm Karl Draudt 1932. Crinodes mulleri ingår i släktet Crinodes och familjen tandspinnare. Inga underarter finns listade i Catalogue of Life.